# 云州 (元朝)
云州，元朝时设的置州。
原为古望云川地，辽朝置望云县。元朝中统四年（1263年），升县为州，治所在望云县。至元二年（1265年），州存县废。属上都路。二十八年（1291年），复升宣德县之龙门镇为望云县，隶云州。领一县：望云县。